# Mamestra turanica
Mamestra turanica là một loài bướm đêm trong họ Noctuidae.